# Tour de Bretagne féminin 2023
Le Tour de Bretagne féminin 2023 est la 30e édition de cette course cycliste féminine par étapes. Il a lieu du 9 au 13 mai 2023 et fait partie du calendrier de l'Union cycliste internationale en catégorie 2.1.

## Équipes
| Unknown team category |
|                       |

## Étapes
| Étape     | Date   | Villes étapes                    | type | Distance (km) | Vainqueur d'étape | Leader du classement général |
| --------- | ------ | -------------------------------- | ---- | ------------- | ----------------- | ---------------------------- |
| 1re étape | 9 mai  | Kerlouan – Kerlouan              |      | 123,9         | Marta Lach        | Marta Lach                   |
| 2e étape  | 10 mai | Plémet – Saint-Méen-le-Grand     |      | 120,7         | Valentine Fortin  | Marta Lach                   |
| 3e étape  | 11 mai | Plouay – Plouay                  |      | 19,4          | Grace Brown       | Grace Brown                  |
| 4e étape  | 12 mai | Mûr-de-Bretagne – Kervignac      |      | 136,6         | Daria Pikulik     | Grace Brown                  |
| 5e étape  | 13 mai | Plouharnel – Saint-Jean-Brévelay |      | 127,7         | Valentine Fortin  | Grace Brown                  |

## Résultats et classement

### 1reétape
| \| Classement de l'étape \| Classement de l'étape \| Classement de l'étape \| Classement de l'étape \| Classement de l'étape \| \| Coureuse \| Coureuse \| Pays \| Équipe \| Temps \| \| --------------------- \| --------------------- \| --------------------- \| ------------------------------ \| --------------------- \| \| 1re \| Marta Lach \| Pologne \| Ceratizit-WNT Pro Cycling \| 3 h 09 min 24 s \| \| 2e \| Alessia Vigilia \| Italie \| Top Girls Fassa Bortolo \| + 3 s \| \| 3e \| Coralie Demay \| France \| St Michel-Mavic-Auber 93 \| + 3 s \| \| 4e \| Dominika Włodarczyk \| Pologne \| MAT Atom Deweloper Wrocław \| + 3 s \| \| 5e \| Romy Kasper \| Allemagne \| AG Insurance-Soudal Quick-Step \| + 3 s \| \| 6e \| Audrey Cordon-Ragot \| France \| Human Powered Health \| + 5 s \| \| 7e \| Valentine Fortin \| France \| Cofidis \| + 52 s \| \| 8e \| Martina Alzini \| Italie \| Cofidis \| + 52 s \| \| 9e \| Eugénie Duval \| France \| FDJ-Suez \| + 52 s \| \| 10e \| Danique Braam \| Pays-Bas \| Duolar-Chevalmeire \| + 52 s \| |                     |           |                                |                 |
| |                     |           |                                |                 |
| |                     |           |                                |                 |
| Classement de l'étape |                     |           |                                |                 |
| Coureuse | Coureuse            | Pays      | Équipe                         | Temps           |
| 1re | Marta Lach          | Pologne   | Ceratizit-WNT Pro Cycling      | 3 h 09 min 24 s |
| 2e | Alessia Vigilia     | Italie    | Top Girls Fassa Bortolo        | + 3 s           |
| 3e | Coralie Demay       | France    | St Michel-Mavic-Auber 93       | + 3 s           |
| 4e | Dominika Włodarczyk | Pologne   | MAT Atom Deweloper Wrocław     | + 3 s           |
| 5e | Romy Kasper         | Allemagne | AG Insurance-Soudal Quick-Step | + 3 s           |
| 6e | Audrey Cordon-Ragot | France    | Human Powered Health           | + 5 s           |
| 7e | Valentine Fortin    | France    | Cofidis                        | + 52 s          |
| 8e | Martina Alzini      | Italie    | Cofidis                        | + 52 s          |
| 9e | Eugénie Duval       | France    | FDJ-Suez                       | + 52 s          |
| 10e | Danique Braam       | Pays-Bas  | Duolar-Chevalmeire             | + 52 s          |

| \| Classement général \| Classement général \| Classement général \| Classement général \| Classement général \| \| Coureuse \| Coureuse \| Pays \| Équipe \| Temps \| \| ------------------ \| ------------------- \| ------------------ \| ------------------------------ \| ------------------ \| \| 1re \| Marta Lach \| Pologne \| Ceratizit-WNT Pro Cycling \| 3 h 09 min 08 s \| \| 2e \| Alessia Vigilia \| Italie \| Top Girls Fassa Bortolo \| + 13 s \| \| 3e \| Coralie Demay \| France \| St Michel-Mavic-Auber 93 \| + 15 s \| \| 4e \| Romy Kasper \| Allemagne \| AG Insurance-Soudal Quick-Step \| + 18 s \| \| 5e \| Dominika Włodarczyk \| Pologne \| MAT Atom Deweloper Wrocław \| + 19 s \| \| 6e \| Audrey Cordon-Ragot \| France \| Human Powered Health \| + 19 s \| \| 7e \| Valentine Fortin \| France \| Cofidis \| + 1 min 06 s \| \| 8e \| Emilie Fortin \| Canada \| Cynisca Cycling \| + 1 min 07 s \| \| 9e \| Martina Alzini \| Italie \| Cofidis \| + 1 min 08 s \| \| 10e \| Eugénie Duval \| France \| FDJ-Suez \| + 1 min 08 s \| |                     |           |                                |                 |
| |                     |           |                                |                 |
| |                     |           |                                |                 |
| Classement général |                     |           |                                |                 |
| Coureuse | Coureuse            | Pays      | Équipe                         | Temps           |
| 1re | Marta Lach          | Pologne   | Ceratizit-WNT Pro Cycling      | 3 h 09 min 08 s |
| 2e | Alessia Vigilia     | Italie    | Top Girls Fassa Bortolo        | + 13 s          |
| 3e | Coralie Demay       | France    | St Michel-Mavic-Auber 93       | + 15 s          |
| 4e | Romy Kasper         | Allemagne | AG Insurance-Soudal Quick-Step | + 18 s          |
| 5e | Dominika Włodarczyk | Pologne   | MAT Atom Deweloper Wrocław     | + 19 s          |
| 6e | Audrey Cordon-Ragot | France    | Human Powered Health           | + 19 s          |
| 7e | Valentine Fortin    | France    | Cofidis                        | + 1 min 06 s    |
| 8e | Emilie Fortin       | Canada    | Cynisca Cycling                | + 1 min 07 s    |
| 9e | Martina Alzini      | Italie    | Cofidis                        | + 1 min 08 s    |
| 10e | Eugénie Duval       | France    | FDJ-Suez                       | + 1 min 08 s    |

### 2eétape
| \| Classement de l'étape \| Classement de l'étape \| Classement de l'étape \| Classement de l'étape \| Classement de l'étape \| \| Coureuse \| Coureuse \| Pays \| Équipe \| Temps \| \| --------------------- \| ----------------------- \| --------------------- \| -------------------------- \| --------------------- \| \| 1re \| Valentine Fortin \| France \| Cofidis \| 3 h 03 min 53 s \| \| 2e \| Marta Lach \| Pologne \| Ceratizit-WNT Pro Cycling \| + 0 s \| \| 3e \| Martina Alzini \| Italie \| Cofidis \| + 0 s \| \| 4e \| Maria Martins \| Portugal \| Fenix-Deceuninck \| + 0 s \| \| 5e \| Arianna Fidanza \| Italie \| Ceratizit-WNT Pro Cycling \| + 0 s \| \| 6e \| Amandine Fouquenet \| France \| Arkéa Pro Cycling Team \| + 0 s \| \| 7e \| Anastasia Carbonari \| Lettonie \| UAE Development Team \| + 0 s \| \| 8e \| Victoire Berteau \| France \| Cofidis \| + 0 s \| \| 9e \| Marie-Morgane Le Deunff \| France \| Arkéa Pro Cycling Team \| + 0 s \| \| 10e \| Katarzyna Wilkos \| Pologne \| MAT Atom Deweloper Wrocław \| + 0 s \| |                         |          |                            |                 |
| |                         |          |                            |                 |
| |                         |          |                            |                 |
| Classement de l'étape |                         |          |                            |                 |
| Coureuse | Coureuse                | Pays     | Équipe                     | Temps           |
| 1re | Valentine Fortin        | France   | Cofidis                    | 3 h 03 min 53 s |
| 2e | Marta Lach              | Pologne  | Ceratizit-WNT Pro Cycling  | + 0 s           |
| 3e | Martina Alzini          | Italie   | Cofidis                    | + 0 s           |
| 4e | Maria Martins           | Portugal | Fenix-Deceuninck           | + 0 s           |
| 5e | Arianna Fidanza         | Italie   | Ceratizit-WNT Pro Cycling  | + 0 s           |
| 6e | Amandine Fouquenet      | France   | Arkéa Pro Cycling Team     | + 0 s           |
| 7e | Anastasia Carbonari     | Lettonie | UAE Development Team       | + 0 s           |
| 8e | Victoire Berteau        | France   | Cofidis                    | + 0 s           |
| 9e | Marie-Morgane Le Deunff | France   | Arkéa Pro Cycling Team     | + 0 s           |
| 10e | Katarzyna Wilkos        | Pologne  | MAT Atom Deweloper Wrocław | + 0 s           |

| \| Classement général \| Classement général \| Classement général \| Classement général \| Classement général \| \| Coureuse \| Coureuse \| Pays \| Équipe \| Temps \| \| ------------------ \| ------------------- \| ------------------ \| ------------------------------ \| ------------------ \| \| 1re \| Marta Lach \| Pologne \| Ceratizit-WNT Pro Cycling \| 6 h 12 min 49 s \| \| 2e \| Alessia Vigilia \| Italie \| Top Girls Fassa Bortolo \| + 25 s \| \| 3e \| Coralie Demay \| France \| St Michel-Mavic-Auber 93 \| + 27 s \| \| 4e \| Romy Kasper \| Allemagne \| AG Insurance-Soudal Quick-Step \| + 30 s \| \| 5e \| Dominika Włodarczyk \| Pologne \| MAT Atom Deweloper Wrocław \| + 31 s \| \| 6e \| Audrey Cordon-Ragot \| France \| Human Powered Health \| + 31 s \| \| 7e \| Valentine Fortin \| France \| Cofidis \| + 1 min 08 s \| \| 8e \| Martina Alzini \| Italie \| Cofidis \| + 1 min 16 s \| \| 9e \| Daria Pikulik \| Pologne \| Human Powered Health \| + 1 min 16 s \| \| 10e \| Eugénie Duval \| France \| FDJ-Suez \| + 1 min 19 s \| |                     |           |                                |                 |
| |                     |           |                                |                 |
| |                     |           |                                |                 |
| Classement général |                     |           |                                |                 |
| Coureuse | Coureuse            | Pays      | Équipe                         | Temps           |
| 1re | Marta Lach          | Pologne   | Ceratizit-WNT Pro Cycling      | 6 h 12 min 49 s |
| 2e | Alessia Vigilia     | Italie    | Top Girls Fassa Bortolo        | + 25 s          |
| 3e | Coralie Demay       | France    | St Michel-Mavic-Auber 93       | + 27 s          |
| 4e | Romy Kasper         | Allemagne | AG Insurance-Soudal Quick-Step | + 30 s          |
| 5e | Dominika Włodarczyk | Pologne   | MAT Atom Deweloper Wrocław     | + 31 s          |
| 6e | Audrey Cordon-Ragot | France    | Human Powered Health           | + 31 s          |
| 7e | Valentine Fortin    | France    | Cofidis                        | + 1 min 08 s    |
| 8e | Martina Alzini      | Italie    | Cofidis                        | + 1 min 16 s    |
| 9e | Daria Pikulik       | Pologne   | Human Powered Health           | + 1 min 16 s    |
| 10e | Eugénie Duval       | France    | FDJ-Suez                       | + 1 min 19 s    |

### 3eétape
| \| Classement de l'étape \| Classement de l'étape \| Classement de l'étape \| Classement de l'étape \| Classement de l'étape \| \| Coureuse \| Coureuse \| Pays \| Équipe \| Temps \| \| --------------------- \| --------------------- \| --------------------- \| ------------------------------ \| --------------------- \| \| 1re \| Grace Brown \| Australie \| FDJ-Suez \| 26 min 57 s \| \| 2e \| Maaike Boogaard \| Pays-Bas \| AG Insurance-Soudal Quick-Step \| + 1 min 09 s \| \| 3e \| Coralie Demay \| France \| St Michel-Mavic-Auber 93 \| + 1 min 09 s \| \| 4e \| Cédrine Kerbaol \| France \| Ceratizit-WNT Pro Cycling \| + 1 min 17 s \| \| 5e \| Alessia Vigilia \| Italie \| Top Girls Fassa Bortolo \| + 1 min 22 s \| \| 6e \| Audrey Cordon-Ragot \| France \| Human Powered Health \| + 1 min 25 s \| \| 7e \| Victoire Berteau \| France \| Cofidis \| + 1 min 34 s \| \| 8e \| Séverine Eraud \| France \| Cofidis \| + 1 min 36 s \| \| 9e \| Célia Le Mouël \| France \| St Michel-Mavic-Auber 93 \| + 1 min 37 s \| \| 10e \| Britt Knaven \| Belgique \| AG Insurance-Soudal Quick-Step \| + 1 min 42 s \| |                     |           |                                |              |
| |                     |           |                                |              |
| |                     |           |                                |              |
| Classement de l'étape |                     |           |                                |              |
| Coureuse | Coureuse            | Pays      | Équipe                         | Temps        |
| 1re | Grace Brown         | Australie | FDJ-Suez                       | 26 min 57 s  |
| 2e | Maaike Boogaard     | Pays-Bas  | AG Insurance-Soudal Quick-Step | + 1 min 09 s |
| 3e | Coralie Demay       | France    | St Michel-Mavic-Auber 93       | + 1 min 09 s |
| 4e | Cédrine Kerbaol     | France    | Ceratizit-WNT Pro Cycling      | + 1 min 17 s |
| 5e | Alessia Vigilia     | Italie    | Top Girls Fassa Bortolo        | + 1 min 22 s |
| 6e | Audrey Cordon-Ragot | France    | Human Powered Health           | + 1 min 25 s |
| 7e | Victoire Berteau    | France    | Cofidis                        | + 1 min 34 s |
| 8e | Séverine Eraud      | France    | Cofidis                        | + 1 min 36 s |
| 9e | Célia Le Mouël      | France    | St Michel-Mavic-Auber 93       | + 1 min 37 s |
| 10e | Britt Knaven        | Belgique  | AG Insurance-Soudal Quick-Step | + 1 min 42 s |

| \| Classement général \| Classement général \| Classement général \| Classement général \| Classement général \| \| Coureuse \| Coureuse \| Pays \| Équipe \| Temps \| \| ------------------ \| ------------------ \| ------------------ \| ------------------ \| ------------------ \| |          |      |        |       |
| |          |      |        |       |
| |          |      |        |       |
| Classement général |          |      |        |       |
| Coureuse | Coureuse | Pays | Équipe | Temps |

### 4eétape
| \| Classement de l'étape \| Classement de l'étape \| Classement de l'étape \| Classement de l'étape \| Classement de l'étape \| \| Coureuse \| Coureuse \| Pays \| Équipe \| Temps \| \| --------------------- \| --------------------- \| --------------------- \| --------------------- \| --------------------- \| |          |      |        |       |
| |          |      |        |       |
| |          |      |        |       |
| Classement de l'étape |          |      |        |       |
| Coureuse | Coureuse | Pays | Équipe | Temps |

| \| Classement général \| Classement général \| Classement général \| Classement général \| Classement général \| \| Coureuse \| Coureuse \| Pays \| Équipe \| Temps \| \| ------------------ \| ------------------ \| ------------------ \| ------------------ \| ------------------ \| |          |      |        |       |
| |          |      |        |       |
| |          |      |        |       |
| Classement général |          |      |        |       |
| Coureuse | Coureuse | Pays | Équipe | Temps |

### 5eétape
| \| Classement de l'étape \| Classement de l'étape \| Classement de l'étape \| Classement de l'étape \| Classement de l'étape \| \| Coureuse \| Coureuse \| Pays \| Équipe \| Temps \| \| --------------------- \| --------------------- \| --------------------- \| --------------------- \| --------------------- \| |          |      |        |       |
| |          |      |        |       |
| |          |      |        |       |
| Classement de l'étape |          |      |        |       |
| Coureuse | Coureuse | Pays | Équipe | Temps |

## Classements finals

### Classement général
| \| Classement général \| Classement général \| Classement général \| Classement général \| Classement général \| \| Coureuse \| Coureuse \| Pays \| Équipe \| Temps \| \| ------------------ \| ------------------ \| ------------------ \| ------------------ \| ------------------ \| |          |      |        |       |
| |          |      |        |       |
| |          |      |        |       |
| Classement général |          |      |        |       |
| Coureuse | Coureuse | Pays | Équipe | Temps |

### Points UCI
| Position           | 1er | 2e | 3e | 4e | 5e | 6e | 7e | 8e | 9e | 10e | 11e | 12e | 13e à 15e | 16e à 25e |
| Classement général | 125 | 85 | 70 | 60 | 50 | 40 | 35 | 30 | 25 | 20  | 15  | 10  | 5         | 3         |
| Par étape          | 16  | 12 | 8  | 6  | 5  | 4  | 3  | 2  |    |     |     |     |           |           |
| Leader, par étape  | 3   |    |    |    |    |    |    |    |    |     |     |     |           |           |

### Classements annexes
| Classement par points | Classement par points | Classement par points | Classement par points | Classement par points |
| Coureuse              | Coureuse              | Pays                  | Équipe                | Points                |
| --------------------- | --------------------- | --------------------- | --------------------- | --------------------- |

| Classement par points | Classement par points | Classement par points | Classement par points | Classement par points |
| Coureuse              | Coureuse              | Pays                  | Équipe                | Points                |
| --------------------- | --------------------- | --------------------- | --------------------- | --------------------- |

| Classement de la montagne | Classement de la montagne | Classement de la montagne | Classement de la montagne | Classement de la montagne |
| Coureuse                  | Coureuse                  | Pays                      | Équipe                    | Points                    |
| ------------------------- | ------------------------- | ------------------------- | ------------------------- | ------------------------- |

| Classement de la montagne | Classement de la montagne | Classement de la montagne | Classement de la montagne | Classement de la montagne |
| Coureuse                  | Coureuse                  | Pays                      | Équipe                    | Points                    |
| ------------------------- | ------------------------- | ------------------------- | ------------------------- | ------------------------- |

| Classement du meilleur jeune | Classement du meilleur jeune | Classement du meilleur jeune | Classement du meilleur jeune | Classement du meilleur jeune |
| Coureuse                     | Coureuse                     | Pays                         | Équipe                       | Temps                        |
| ---------------------------- | ---------------------------- | ---------------------------- | ---------------------------- | ---------------------------- |

| Classement du meilleur jeune | Classement du meilleur jeune | Classement du meilleur jeune | Classement du meilleur jeune | Classement du meilleur jeune |
| Coureuse                     | Coureuse                     | Pays                         | Équipe                       | Temps                        |
| ---------------------------- | ---------------------------- | ---------------------------- | ---------------------------- | ---------------------------- |

## Évolution des classements
| Étape              |                    | Vainqueur _      | Classement général | Classement par points | Meilleure grimpeuse | Meilleure jeune | Meilleure équipe _                    |
| ------------------ | ------------------ | ---------------- | ------------------ | --------------------- | ------------------- | --------------- | ------------------------------------- |
| 1re étape          |                    | Marta Lach       | Marta Lach         | Marta Lach            | Marta Lach          | Alessia Vigilia | Ceratizit-WNT Pro Cycling             |
| 2e étape           |                    | Valentine Fortin | Marta Lach         | Marta Lach            | Marta Lach          | Alessia Vigilia | Ceratizit-WNT Pro Cycling             |
| 3e étape           |                    | Grace Brown      | Grace Brown        | Marta Lach            | Marta Lach          | Alessia Vigilia | AG Insurance - Soudal Quick-Step Team |
| 4e étape           |                    | Daria Pikulik    | Grace Brown        | Marta Lach            | Marta Lach          | Alessia Vigilia | AG Insurance - Soudal Quick-Step Team |
| 5e étape           |                    | Valentine Fortin | Grace Brown        | Valentine Fortin      | Marta Lach          | Alessia Vigilia | AG Insurance - Soudal Quick-Step Team |
| Classements finals | Classements finals |                  | Grace Brown        | Valentine Fortin      | Marta Lach          | Alessia Vigilia | AG Insurance - Soudal Quick-Step Team |

## Liste des participantes
| FDJ-Suez FST | FDJ-Suez FST           | FDJ-Suez FST |
| ------------ | ---------------------- | ------------ |
| Num          | Coureuse               | Pos          |
| 1            | Victorie Guilman (FRA) | NP-3         |
| 2            | Stine Borgli (NOR)     | AB-1         |
| 3            | Grace Brown (AUS)      |              |
| 4            | Emilia Fahlin (SWE)    |              |
| 5            | Eugénie Duval (FRA)    |              |

| Cofidis COF | Cofidis COF            | Cofidis COF |
| ----------- | ---------------------- | ----------- |
| Num         | Coureuse               | Pos         |
| 11          | Victoire Berteau (FRA) |             |
| 12          | Martina Alzini (ITA)   |             |
| 13          | Alana Castrique (BEL)  | AB-1        |
| 14          | Séverine Eraud (FRA)   |             |
| 15          | Valentine Fortin (FRA) |             |
| 16          | Clara Koppenburg (GER) |             |

| AG Insurance-Soudal Quick-Step AGS | AG Insurance-Soudal Quick-Step AGS | AG Insurance-Soudal Quick-Step AGS |
| ---------------------------------- | ---------------------------------- | ---------------------------------- |
| Num                                | Coureuse                           | Pos                                |
| 21                                 | Julia Borgström (SWE)              |                                    |
| 22                                 | Marthe Goossens (BEL)              |                                    |
| 23                                 | Maaike Boogaard (NED)              |                                    |
| 24                                 | Ilse Pluimers (NED)                |                                    |
| 25                                 | Romy Kasper (GER)                  |                                    |
| 26                                 | Britt Knaven (BEL)                 |                                    |

| Arkéa Pro Cycling Team ARK | Arkéa Pro Cycling Team ARK    | Arkéa Pro Cycling Team ARK |
| -------------------------- | ----------------------------- | -------------------------- |
| Num                        | Coureuse                      | Pos                        |
| 31                         | Maaike Coljé (NED)            |                            |
| 32                         | Maurène Trégouët (FRA)        |                            |
| 33                         | Anaïs Morichon (FRA)          |                            |
| 34                         | Amandine Fouquenet (FRA)      |                            |
| 35                         | Marie-Morgane Le Deunff (FRA) |                            |
| 36                         | Danielle De Francesco (AUS)   |                            |

| Hess Cycling Team HCT | Hess Cycling Team HCT        | Hess Cycling Team HCT |
| --------------------- | ---------------------------- | --------------------- |
| Num                   | Coureuse                     | Pos                   |
| 41                    | Meritxell Siré Caramés (ESP) |                       |
| 42                    | Charlotte Clarke (NZL)       |                       |
| 43                    | Rotem Gafinovitz (ISR)       |                       |
| 44                    | Johanna Martini (AUT)        |                       |
| 45                    | Coline Raby (FRA)            |                       |

| UAE Development Team UDT | UAE Development Team UDT  | UAE Development Team UDT |
| ------------------------ | ------------------------- | ------------------------ |
| Num                      | Coureuse                  | Pos                      |
| 51                       | Anastasia Carbonari (LAT) |                          |
| 52                       | Julia Biryukova (UKR)     |                          |
| 53                       | Sophia Zwaan (NED)        |                          |
| 54                       | Linda Zanetti (SUI)       |                          |
| 55                       | Beatrice Caudera (ITA)    |                          |
| 56                       | Elisabeth Ebras (EST)     |                          |

| Ceratizit-WNT Pro Cycling WNT | Ceratizit-WNT Pro Cycling WNT | Ceratizit-WNT Pro Cycling WNT |
| ----------------------------- | ----------------------------- | ----------------------------- |
| Num                           | Coureuse                      | Pos                           |
| 61                            | Cédrine Kerbaol (FRA)         |                               |
| 62                            | Marta Lach (POL)              |                               |
| 63                            | Arianna Fidanza (ITA)         |                               |
| 65                            | Kathrin Schweinberger (AUT)   |                               |
| 66                            | Lea Lin Teutenberg (GER)      |                               |

| St Michel-Mavic-Auber 93 AUB | St Michel-Mavic-Auber 93 AUB | St Michel-Mavic-Auber 93 AUB |
| ---------------------------- | ---------------------------- | ---------------------------- |
| Num                          | Coureuse                     | Pos                          |
| 71                           | Sandrine Bideau (FRA)        |                              |
| 72                           | Roxane Fournier (FRA)        |                              |
| 73                           | Alison Avoine (FRA)          |                              |
| 74                           | Célia Le Mouël (FRA)         |                              |
| 75                           | Coralie Demay (FRA)          |                              |
| 76                           | Marion Borras (FRA)          | NP-2                         |

| Coop-Hitec Products HPU | Coop-Hitec Products HPU | Coop-Hitec Products HPU |
| ----------------------- | ----------------------- | ----------------------- |
| Num                     | Coureuse                | Pos                     |
| 81                      | Lucie Jounier (FRA)     |                         |
| 82                      | India Grangier (FRA)    |                         |
| 83                      | Ane Iversen (NOR)       |                         |
| 84                      | Jessica Roberts (GBR)   |                         |
| 85                      | Sylvie Swinkels (NED)   |                         |
| 86                      | Nora Tveit (NOR)        | NP-2                    |

| Top Girls Fassa Bortolo TOP | Top Girls Fassa Bortolo TOP | Top Girls Fassa Bortolo TOP |
| --------------------------- | --------------------------- | --------------------------- |
| Num                         | Coureuse                    | Pos                         |
| 91                          | Giorgia Bariani (ITA)       |                             |
| 92                          | Alessia Vigilia (ITA)       |                             |
| 94                          | Chiara Reghini (ITA)        |                             |
| 95                          | Alice Palazzi (ITA)         |                             |
| 96                          | Iris Monticolo (ITA)        |                             |

| Stade Rochelais Charente-Maritime CMW | Stade Rochelais Charente-Maritime CMW | Stade Rochelais Charente-Maritime CMW |
| ------------------------------------- | ------------------------------------- | ------------------------------------- |
| Num                                   | Coureuse                              | Pos                                   |
| 101                                   | Maëva Squiban (FRA)                   |                                       |
| 102                                   | Marine Allione (FRA)                  |                                       |
| 103                                   | Lucy Gadd (GBR)                       | NP-4                                  |
| 104                                   | Alizée Rigaux (FRA)                   |                                       |

| Duolar-Chevalmeire DCH | Duolar-Chevalmeire DCH | Duolar-Chevalmeire DCH |
| ---------------------- | ---------------------- | ---------------------- |
| Num                    | Coureuse               | Pos                    |
| 111                    | Danique Braam (NED)    |                        |
| 112                    | Malin Eriksen (NOR)    |                        |
| 113                    | Antonia Gröndahl (FIN) |                        |
| 114                    | Olha Kulynych (UKR)    |                        |
| 115                    | Andrea Martinez (MEX)  | AB-4                   |
| 116                    | Cleo Kiekens (BEL)     |                        |

| Centre mondial du cyclisme WCC | Centre mondial du cyclisme WCC | Centre mondial du cyclisme WCC |
| ------------------------------ | ------------------------------ | ------------------------------ |
| Num                            | Coureuse                       | Pos                            |
| 121                            | Luciana Roland (ARG)           |                                |
| 122                            | Natalia Franco (COL)           |                                |
| 123                            | Maja Wroblewska (POL)          |                                |
| 124                            | Maude Le Roux (RSA)            |                                |
| 125                            | Jasmin Liechti (SUI)           |                                |
| 126                            | Dziyana Lebedz (BLR)           |                                |

| Sans équipe ___ | Sans équipe ___       | Sans équipe ___ |
| --------------- | --------------------- | --------------- |
| Num             | Coureuse              | Pos             |
| 131             | Lise Ménage (FRA)     |                 |
| 134             | Elisa Lemetayer (FRA) |                 |

| UC Vern-sur-Seiche ___ | UC Vern-sur-Seiche ___ | UC Vern-sur-Seiche ___ |
| ---------------------- | ---------------------- | ---------------------- |
| Num                    | Coureuse               | Pos                    |
| 135                    | Eléa Raison (FRA)      |                        |

| Fenix-Deceuninck Continental FDD | Fenix-Deceuninck Continental FDD | Fenix-Deceuninck Continental FDD |
| -------------------------------- | -------------------------------- | -------------------------------- |
| Num                              | Coureuse                         | Pos                              |
| 141                              | Cecilia van Zuthem (NED)         |                                  |
| 142                              | Flora Perkins (GBR)              |                                  |
| 143                              | Maria Martins (POR)              |                                  |
| 144                              | Marion Norbert-Riberolle (BEL)   |                                  |
| 145                              | Fien Van Eynde (BEL)             | NP-2                             |

| 777 ___ | 777 ___        | 777 ___ |
| ------- | -------------- | ------- |
| Num     | Coureuse       | Pos     |
| 146     | Anna Kay (GBR) |         |

| Human Powered Health HPW | Human Powered Health HPW  | Human Powered Health HPW |
| ------------------------ | ------------------------- | ------------------------ |
| Num                      | Coureuse                  | Pos                      |
| 151                      | Alice Barnes (GBR)        |                          |
| 152                      | Henrietta Christie (NZL)  | NP-2                     |
| 153                      | Audrey Cordon-Ragot (FRA) |                          |
| 154                      | Daria Pikulik (POL)       |                          |
| 155                      | Lily Williams (USA)       |                          |
| 156                      | Eri Yonamine (JPN)        |                          |

| MAT Atom Deweloper Wrocław MAW | MAT Atom Deweloper Wrocław MAW | MAT Atom Deweloper Wrocław MAW |
| ------------------------------ | ------------------------------ | ------------------------------ |
| Num                            | Coureuse                       | Pos                            |
| 161                            | Katarzyna Wilkos (POL)         |                                |
| 162                            | Dominika Włodarczyk (POL)      |                                |
| 163                            | Olga Wankiewicz (POL)          |                                |
| 164                            | Nikol Płosaj (POL)             |                                |
| 165                            | Wiktoria Pikulik (POL)         |                                |
| 166                            | Tamara Szalińska (POL)         |                                |

| Team BridgeLane TBL | Team BridgeLane TBL  | Team BridgeLane TBL |
| ------------------- | -------------------- | ------------------- |
| Num                 | Coureuse             | Pos                 |
| 171                 | Emily Watts (AUS)    |                     |
| 172                 | Haylee Fuller (AUS)  |                     |
| 173                 | Gina Ricardo (AUS)   |                     |
| 174                 | Lillee Pollock (AUS) |                     |
| 175                 | Keely Bennett (AUS)  |                     |
| 176                 | Mia Hayden (AUS)     |                     |

| Cynisca Cycling CYN | Cynisca Cycling CYN  | Cynisca Cycling CYN |
| ------------------- | -------------------- | ------------------- |
| Num                 | Coureuse             | Pos                 |
| 181                 | Pauline Allin (FRA)  |                     |
| 182                 | Emilie Fortin (CAN)  |                     |
| 183                 | Greta Richioud (FRA) |                     |

| Lanester Women Morbihan ___ | Lanester Women Morbihan ___ | Lanester Women Morbihan ___ |
| --------------------------- | --------------------------- | --------------------------- |
| Num                         | Coureuse                    | Pos                         |
| 191                         | Emilie Jamme (FRA)          |                             |
| 193                         | Enora Oger (FRA)            |                             |
| 195                         | Loreleï Vachey (FRA)        | NP-4                        |
| 196                         | Marine Louboutin (FRA)      |                             |

| FDJ-Suez FST | FDJ-Suez FST           | FDJ-Suez FST |
| ------------ | ---------------------- | ------------ |
| Num          | Coureuse               | Pos          |
| 1            | Victorie Guilman (FRA) | NP-3         |
| 2            | Stine Borgli (NOR)     | AB-1         |
| 3            | Grace Brown (AUS)      |              |
| 4            | Emilia Fahlin (SWE)    |              |
| 5            | Eugénie Duval (FRA)    |              |

| Cofidis COF | Cofidis COF            | Cofidis COF |
| ----------- | ---------------------- | ----------- |
| Num         | Coureuse               | Pos         |
| 11          | Victoire Berteau (FRA) |             |
| 12          | Martina Alzini (ITA)   |             |
| 13          | Alana Castrique (BEL)  | AB-1        |
| 14          | Séverine Eraud (FRA)   |             |
| 15          | Valentine Fortin (FRA) |             |
| 16          | Clara Koppenburg (GER) |             |

| AG Insurance-Soudal Quick-Step AGS | AG Insurance-Soudal Quick-Step AGS | AG Insurance-Soudal Quick-Step AGS |
| ---------------------------------- | ---------------------------------- | ---------------------------------- |
| Num                                | Coureuse                           | Pos                                |
| 21                                 | Julia Borgström (SWE)              |                                    |
| 22                                 | Marthe Goossens (BEL)              |                                    |
| 23                                 | Maaike Boogaard (NED)              |                                    |
| 24                                 | Ilse Pluimers (NED)                |                                    |
| 25                                 | Romy Kasper (GER)                  |                                    |
| 26                                 | Britt Knaven (BEL)                 |                                    |

| Arkéa Pro Cycling Team ARK | Arkéa Pro Cycling Team ARK    | Arkéa Pro Cycling Team ARK |
| -------------------------- | ----------------------------- | -------------------------- |
| Num                        | Coureuse                      | Pos                        |
| 31                         | Maaike Coljé (NED)            |                            |
| 32                         | Maurène Trégouët (FRA)        |                            |
| 33                         | Anaïs Morichon (FRA)          |                            |
| 34                         | Amandine Fouquenet (FRA)      |                            |
| 35                         | Marie-Morgane Le Deunff (FRA) |                            |
| 36                         | Danielle De Francesco (AUS)   |                            |

| Hess Cycling Team HCT | Hess Cycling Team HCT        | Hess Cycling Team HCT |
| --------------------- | ---------------------------- | --------------------- |
| Num                   | Coureuse                     | Pos                   |
| 41                    | Meritxell Siré Caramés (ESP) |                       |
| 42                    | Charlotte Clarke (NZL)       |                       |
| 43                    | Rotem Gafinovitz (ISR)       |                       |
| 44                    | Johanna Martini (AUT)        |                       |
| 45                    | Coline Raby (FRA)            |                       |

| UAE Development Team UDT | UAE Development Team UDT  | UAE Development Team UDT |
| ------------------------ | ------------------------- | ------------------------ |
| Num                      | Coureuse                  | Pos                      |
| 51                       | Anastasia Carbonari (LAT) |                          |
| 52                       | Julia Biryukova (UKR)     |                          |
| 53                       | Sophia Zwaan (NED)        |                          |
| 54                       | Linda Zanetti (SUI)       |                          |
| 55                       | Beatrice Caudera (ITA)    |                          |
| 56                       | Elisabeth Ebras (EST)     |                          |

| Ceratizit-WNT Pro Cycling WNT | Ceratizit-WNT Pro Cycling WNT | Ceratizit-WNT Pro Cycling WNT |
| ----------------------------- | ----------------------------- | ----------------------------- |
| Num                           | Coureuse                      | Pos                           |
| 61                            | Cédrine Kerbaol (FRA)         |                               |
| 62                            | Marta Lach (POL)              |                               |
| 63                            | Arianna Fidanza (ITA)         |                               |
| 65                            | Kathrin Schweinberger (AUT)   |                               |
| 66                            | Lea Lin Teutenberg (GER)      |                               |

| St Michel-Mavic-Auber 93 AUB | St Michel-Mavic-Auber 93 AUB | St Michel-Mavic-Auber 93 AUB |
| ---------------------------- | ---------------------------- | ---------------------------- |
| Num                          | Coureuse                     | Pos                          |
| 71                           | Sandrine Bideau (FRA)        |                              |
| 72                           | Roxane Fournier (FRA)        |                              |
| 73                           | Alison Avoine (FRA)          |                              |
| 74                           | Célia Le Mouël (FRA)         |                              |
| 75                           | Coralie Demay (FRA)          |                              |
| 76                           | Marion Borras (FRA)          | NP-2                         |

| Coop-Hitec Products HPU | Coop-Hitec Products HPU | Coop-Hitec Products HPU |
| ----------------------- | ----------------------- | ----------------------- |
| Num                     | Coureuse                | Pos                     |
| 81                      | Lucie Jounier (FRA)     |                         |
| 82                      | India Grangier (FRA)    |                         |
| 83                      | Ane Iversen (NOR)       |                         |
| 84                      | Jessica Roberts (GBR)   |                         |
| 85                      | Sylvie Swinkels (NED)   |                         |
| 86                      | Nora Tveit (NOR)        | NP-2                    |

| Top Girls Fassa Bortolo TOP | Top Girls Fassa Bortolo TOP | Top Girls Fassa Bortolo TOP |
| --------------------------- | --------------------------- | --------------------------- |
| Num                         | Coureuse                    | Pos                         |
| 91                          | Giorgia Bariani (ITA)       |                             |
| 92                          | Alessia Vigilia (ITA)       |                             |
| 94                          | Chiara Reghini (ITA)        |                             |
| 95                          | Alice Palazzi (ITA)         |                             |
| 96                          | Iris Monticolo (ITA)        |                             |

| Stade Rochelais Charente-Maritime CMW | Stade Rochelais Charente-Maritime CMW | Stade Rochelais Charente-Maritime CMW |
| ------------------------------------- | ------------------------------------- | ------------------------------------- |
| Num                                   | Coureuse                              | Pos                                   |
| 101                                   | Maëva Squiban (FRA)                   |                                       |
| 102                                   | Marine Allione (FRA)                  |                                       |
| 103                                   | Lucy Gadd (GBR)                       | NP-4                                  |
| 104                                   | Alizée Rigaux (FRA)                   |                                       |

| Duolar-Chevalmeire DCH | Duolar-Chevalmeire DCH | Duolar-Chevalmeire DCH |
| ---------------------- | ---------------------- | ---------------------- |
| Num                    | Coureuse               | Pos                    |
| 111                    | Danique Braam (NED)    |                        |
| 112                    | Malin Eriksen (NOR)    |                        |
| 113                    | Antonia Gröndahl (FIN) |                        |
| 114                    | Olha Kulynych (UKR)    |                        |
| 115                    | Andrea Martinez (MEX)  | AB-4                   |
| 116                    | Cleo Kiekens (BEL)     |                        |

| Centre mondial du cyclisme WCC | Centre mondial du cyclisme WCC | Centre mondial du cyclisme WCC |
| ------------------------------ | ------------------------------ | ------------------------------ |
| Num                            | Coureuse                       | Pos                            |
| 121                            | Luciana Roland (ARG)           |                                |
| 122                            | Natalia Franco (COL)           |                                |
| 123                            | Maja Wroblewska (POL)          |                                |
| 124                            | Maude Le Roux (RSA)            |                                |
| 125                            | Jasmin Liechti (SUI)           |                                |
| 126                            | Dziyana Lebedz (BLR)           |                                |

| Sans équipe ___ | Sans équipe ___       | Sans équipe ___ |
| --------------- | --------------------- | --------------- |
| Num             | Coureuse              | Pos             |
| 131             | Lise Ménage (FRA)     |                 |
| 134             | Elisa Lemetayer (FRA) |                 |

| UC Vern-sur-Seiche ___ | UC Vern-sur-Seiche ___ | UC Vern-sur-Seiche ___ |
| ---------------------- | ---------------------- | ---------------------- |
| Num                    | Coureuse               | Pos                    |
| 135                    | Eléa Raison (FRA)      |                        |

| Fenix-Deceuninck Continental FDD | Fenix-Deceuninck Continental FDD | Fenix-Deceuninck Continental FDD |
| -------------------------------- | -------------------------------- | -------------------------------- |
| Num                              | Coureuse                         | Pos                              |
| 141                              | Cecilia van Zuthem (NED)         |                                  |
| 142                              | Flora Perkins (GBR)              |                                  |
| 143                              | Maria Martins (POR)              |                                  |
| 144                              | Marion Norbert-Riberolle (BEL)   |                                  |
| 145                              | Fien Van Eynde (BEL)             | NP-2                             |

| 777 ___ | 777 ___        | 777 ___ |
| ------- | -------------- | ------- |
| Num     | Coureuse       | Pos     |
| 146     | Anna Kay (GBR) |         |

| Human Powered Health HPW | Human Powered Health HPW  | Human Powered Health HPW |
| ------------------------ | ------------------------- | ------------------------ |
| Num                      | Coureuse                  | Pos                      |
| 151                      | Alice Barnes (GBR)        |                          |
| 152                      | Henrietta Christie (NZL)  | NP-2                     |
| 153                      | Audrey Cordon-Ragot (FRA) |                          |
| 154                      | Daria Pikulik (POL)       |                          |
| 155                      | Lily Williams (USA)       |                          |
| 156                      | Eri Yonamine (JPN)        |                          |

| MAT Atom Deweloper Wrocław MAW | MAT Atom Deweloper Wrocław MAW | MAT Atom Deweloper Wrocław MAW |
| ------------------------------ | ------------------------------ | ------------------------------ |
| Num                            | Coureuse                       | Pos                            |
| 161                            | Katarzyna Wilkos (POL)         |                                |
| 162                            | Dominika Włodarczyk (POL)      |                                |
| 163                            | Olga Wankiewicz (POL)          |                                |
| 164                            | Nikol Płosaj (POL)             |                                |
| 165                            | Wiktoria Pikulik (POL)         |                                |
| 166                            | Tamara Szalińska (POL)         |                                |

| Team BridgeLane TBL | Team BridgeLane TBL  | Team BridgeLane TBL |
| ------------------- | -------------------- | ------------------- |
| Num                 | Coureuse             | Pos                 |
| 171                 | Emily Watts (AUS)    |                     |
| 172                 | Haylee Fuller (AUS)  |                     |
| 173                 | Gina Ricardo (AUS)   |                     |
| 174                 | Lillee Pollock (AUS) |                     |
| 175                 | Keely Bennett (AUS)  |                     |
| 176                 | Mia Hayden (AUS)     |                     |

| Cynisca Cycling CYN | Cynisca Cycling CYN  | Cynisca Cycling CYN |
| ------------------- | -------------------- | ------------------- |
| Num                 | Coureuse             | Pos                 |
| 181                 | Pauline Allin (FRA)  |                     |
| 182                 | Emilie Fortin (CAN)  |                     |
| 183                 | Greta Richioud (FRA) |                     |

| Lanester Women Morbihan ___ | Lanester Women Morbihan ___ | Lanester Women Morbihan ___ |
| --------------------------- | --------------------------- | --------------------------- |
| Num                         | Coureuse                    | Pos                         |
| 191                         | Emilie Jamme (FRA)          |                             |
| 193                         | Enora Oger (FRA)            |                             |
| 195                         | Loreleï Vachey (FRA)        | NP-4                        |
| 196                         | Marine Louboutin (FRA)      |                             |